# Meitetsu Takatomi-Linie
| |                           |                                       |                                       |
| Streckenlänge: | 5,1 km                    |                                       |                                       |
| Spurweite: | 1067 mm (Kapspur)         |                                       |                                       |
| Stromsystem: | 600 V =                   |                                       |                                       |
| Zweigleisigkeit: | nein                      |                                       |                                       |
| |                           |                                       |                                       |
| Gesellschaft: | Meitetsu (Nagoya Tetsudō) |                                       |                                       |
| \| \| \| Meitetsu Gifu-Stadtlinie \| 1913–1988 \| \| \| 0,0 \| Nagara-Kitamachi (長良北町) 1913–1960 \| Nagara-Kitamachi (長良北町) 1913–1960 \| \| \| 0,5 \| Kitamachi (北町) \| –1922 \| \| \| 1,3 \| Takami (高見) \| 1913–1960 \| \| \| 1,8 \| Shimo-Iwasaki (下岩崎) \| 1913–1960 \| \| \| 2,5 \| Tobagawa (戸羽川) \| 1913–1960 \| \| \| 3,0 \| Kami-Iwasaki (上岩崎) \| –1938 \| \| \| 3,6 \| Mitahora (三田洞) \| 1913–1960 \| \| \| 4,6 \| Awano (粟野) \| 1913–1960 \| \| \| 5,1 \| Takatomi (高富) \| 1913–1960 \| |                           |                                       |                                       |
| U-Bahn-Strecke (außer Betrieb) |                           | Meitetsu Gifu-Stadtlinie              | 1913–1988                             |
| U-Bahn-Kopfbahnhof mit Eisenbahn Streckenende und Streckenanfang (Strecke außer Betrieb) | 0,0                       | Nagara-Kitamachi (長良北町) 1913–1960 | Nagara-Kitamachi (長良北町) 1913–1960 |
| Haltepunkt / Haltestelle (Strecke außer Betrieb) | 0,5                       | Kitamachi (北町)                      | –1922                                 |
| Haltepunkt / Haltestelle (Strecke außer Betrieb) | 1,3                       | Takami (高見)                         | 1913–1960                             |
| Bahnhof (Strecke außer Betrieb) | 1,8                       | Shimo-Iwasaki (下岩崎)                | 1913–1960                             |
| Haltepunkt / Haltestelle (Strecke außer Betrieb) | 2,5                       | Tobagawa (戸羽川)                     | 1913–1960                             |
| Haltepunkt / Haltestelle (Strecke außer Betrieb) | 3,0                       | Kami-Iwasaki (上岩崎)                 | –1938                                 |
| Bahnhof (Strecke außer Betrieb) | 3,6                       | Mitahora (三田洞)                     | 1913–1960                             |
| Haltepunkt / Haltestelle (Strecke außer Betrieb) | 4,6                       | Awano (粟野)                          | 1913–1960                             |
| Kopfbahnhof Streckenende (Strecke außer Betrieb) | 5,1                       | Takatomi (高富)                       | 1913–1960                             |

Die Meitetsu Takatomi-Linie (jap. 名鉄高富線, Meitetsu Takatomi-sen) war eine Überlandstraßenbahn in Japan. Als Fortsetzung der Straßenbahn Gifu verband sie die Präfekturhauptstadt Gifu mit dem Vorort Takatomi (heute zu Yamagata gehörend). Sie war von 1913 bis 1960 in Betrieb und gehörte der Bahngesellschaft Meitetsu (Nagoya Tetsudō).

## Streckenbeschreibung
Die 5,1 km lange Strecke war in Kapspur (1067 mm) verlegt und mit 600 V Gleichspannung elektrifiziert. Ihr südlicher Ausgangspunkt war die Haltestelle Nagara-Kitamachi, wo sie an die Hauptstrecke der Straßenbahn Gifu anschloss. Sie verlief in nördlicher Richtung parallel zur Nationalstraße 256, befuhr ab der Haltestelle Kami-Iwasaki eine eigene Trasse und endete im Zentrum von Takatomi. Abgesehen von zwei Ausweichen bei den Haltestellen Shimo-Iwasaki und Mitahora war die gesamte Strecke eingleisig.

## Geschichte
Die Bahngesellschaft Nagara Keibentetsudō erhielt am 30. März 1912 die Genehmigung für den Bau einer Überlandstraßenbahn in die Dörfer nördlich von Gifu. Am 25. Dezember 1913 eröffnete sie die Strecke zwischen Nagara-Kitamachi und Takatomi auf ihrer ganzen Länge. Um zur Straßenbahn Gifu zu gelangen, mussten die Fahrgäste zunächst die Brücke über den Nagara überqueren und sich rund 800 Meter weit zur Haltestelle Nagarabashi begeben. Der Lückenschluss erfolgte am 20. November 1915.
Im September 1920 wurde die Nagara Keibentetsudō durch den Straßenbahnbetreiber Mino Denki Kidō übernommen. Durch Fusion mit der Nagoya Tetsudō gelangte die Strecke 1930 an die Meigi Tetsudō, die ihrerseits 1935 in der Meitetsu aufging. Obwohl die Bevölkerung entlang der Strecke wuchs und die Zahl der Fahrgäste recht hoch war, hatte die Bahn eine geringere Transportkapazität als Busse. Aufgrund der falschen Handhabung der Handbremse bei einzelnen Fahrzeugen kam es wiederholt zu Unfällen. Die Meitetsu scheute die hohen Kosten für die dringend erforderliche Modernisierung, legte die Takatomi-Linie am 22. April 1960 still und ersetzte sie durch eine Buslinie.